# Talal al Iordaniei
Talal I bin Abdullah (în arabă طلال بن عبد الله  Ṭalāl ibn `Abd Allāh; n. 26 februarie 1909 - d. 7 iulie 1972) a fost al doilea rege al Iordaniei din 20 iulie 1951 și până când a fost obligat să abdice în favoarea fiului sau Hussein din motive de sănătate (presupuse a fi o suferință de schizofrenie) la 11 august 1952. 
Familia lui Talal revendică succesiunea directă din profetul musulman Mahomed.

## Viața
Talal s-a născut la 26 februarie 1909 la Mecca, aflată pe atunci în Imperiul Otoman, fiind fiul lui Abdullah și al primei sale soții Musbah.
A fost educat în particular, înainte de a se înscrie la Academia Militară Regală britanică de la Sandhurst pe care a absolvit-o în 1929 când a devenit sublocotenent în Regimentul de Cavalerie al Legiunii Arabe. Regimentul său a fost atașat unui regiment britanic din Ierusalim și Artileriei Regale din Bagdad.
Talal a urcat pe tronul iordanian după asasinarea tatălui său, Abdullah I, la Ierusalim. Fiul lui, Hussein, care își însoțea bunicul la rugăciunea de vineri a scăpat de atentat. La 20 iulie 1951, prințul Hussein a călătorit la Ierusalim pentru rugăciunea de vineri la moscheea Al-Aqsa împreună cu bunicul lui, regele Abdullah I. Un extremist palestinian, de teamă că regele va negocia pace cu nou-înființatul stat Israel, a deschis focul asupra lui Abdullah și a nepotului său. Abdullah a murit, dar tânărul Hussein, de 15 ani, a supraviețuit.
În scurta sa domnie, s-a ocupat de scrierea unei constituții liberale pentru Regatul Hașemit al Iordaniei, prin care guvernul și miniștrii erau responsabili colectiv respectiv individual în fața parlamentului. Constituția a fost ratificată la 1 ianuarie 1952. Regele Talal a acționat și pentru a normaliza relațiile dintre țara sa și statele arabe vecine Egipt și Arabia Saudită.
Talal a murit în Turcia, la Istanbul la 7 iulie 1972 și a fost înmormântat în Mausoleul Regal din palatul Raghadan din Amman.